# Joshua Thiele
Joshua Thiele (* 10. Juni 1998 in Pinneberg) ist ein deutscher Handballspieler. Er spielt auf der Kreisläufer-Position und steht derzeit beim Bundesligisten Bergischer HC unter Vertrag. Er gilt als besonders abwehrstark.

## Karriere
Thiele wuchs in Buxtehude auf und begann dort beim Buxtehuder SV mit dem Handballspielen. 2013 wechselte er in die Jugend der TSV Hannover-Burgdorf und erreichte mit der A-Jugend in der Saison 2016/17 das Halbfinale um die deutsche Meisterschaft. Fortan stand er im Kader der Profi-Mannschaft in der Bundesliga und konnte mit der Mannschaft in der Saison 2017/18 bis ins Finale des DHB-Pokals vorstoßen. Nach einer 26:30-Niederlage gegen die Rhein-Neckar Löwen musste man sich jedoch mit dem Vize-Titel zufriedengeben. Im folgenden Jahr wurde das Viertelfinale des EHF-Pokals erreicht. Zur Saison 2020/21 wechselte Thiele zu GWD Minden. ab dem Sommer 2022 stand er beim 1. VfL Potsdam unter Vertrag. Im Sommer 2024 wechselte er zum Zweitligisten Bergischer HC. 2025 stieg er mit dem Bergischen HC in die Bundesliga auf.
Mit der deutschen Junioren-Nationalmannschaft holte er bei der U-20-Europameisterschaft 2018 die Bronzemedaille und wurde zum besten Abwehrspieler gekürt.

## Erfolge
- Vize-DHB-Pokalsieger (1): 2018
- EM-Bronze der U-20-Junioren (1): 2018